# Trichodesma fuliginosa
Trichodesma fuliginosa är en skalbaggsart som beskrevs av White 1981. Trichodesma fuliginosa ingår i släktet Trichodesma och familjen trägnagare. Inga underarter finns listade i Catalogue of Life.